# A miniszter félrelép (film)
A miniszter félrelép egy 1997-es magyar filmvígjáték, Kern András, Koltai Róbert és Dobó Kata főszereplésével. Ray Cooney eredeti színdarabja (Out of Order, fordította: Ungvári Tamás) alapján írta Jim Adler, Kern András és Koltai Róbert.

## Történet
Vitt Péter miniszter helyett mindig titkára, Galamb Sándor viszi el a balhét. De a cinikus kormánytag most alaposan benne van a pácban. Az Astoriában tervezett kellemes kis estét az ellenzék titkárnőjével, miközben a parlamentben éjszakai ülés zajlik, ám a legizgalmasabb pillanatban ölükbe pottyan egy hulla. Nosza odacsörgeti Galambot, hogy takarítsa el, míg ők lelépnek, ám az akció nem pont úgy sikerül, ahogy akarták. Megjelenik a féltékeny férj, szétveri a berendezést, a szállodaigazgató pánikba esik, a hulla pedig lábra kap.

## Szereplők
- Kern András – Vitt Péter
- Koltai Róbert – Galamb Sándor
- Dobó Kata – Marosi Tünde
- Gáspár Sándor – Bakai Béla
- Reviczky Gábor – Rákóczi József
- Udvaros Dorottya – Panni
- Hernádi Judit – Jakab Bella
- Kamarás Iván – Marosi Róbert
- Kállai Ferenc – igazgató
- Hacser Józsa – Galamb édesanyja
- Bezerédi Zoltán – ellenzéki frakcióvezető
- Kertész Péter – miniszterelnök
- Rajhona Ádám – házelnök
- Szabados Mihály – pizzafutár
- Lázár Kati – Nagyezsda, szobaasszony
- Bősze Péter – recepciós
- R. Kárpáti Péter – szállodai vendég
- Szabó Margaréta – szállodai vendég
- Bálint Antónia – női sofőr a film elején és a végén
- Besenczi Árpád – biztonsági őr
- Kaszás Géza – biztonsági őr
- Erdei Sándor – kormányőr

## Filmzene
A filmzene 1997. decemberében jelent meg a BMG Ariola Hungary gondozásában. Az album az 1. helyet érte el a MAHASZ album eladási listán, és 19 hétig volt listán.
Katalógusszám:
- CD: 74321 546102
- Kazetta: 74321 546104

Dallista:
1. Somló Tamás – Találj rám!
2. Geszti Péter & Jazz+Az – Bébi kannibál
3. Szulák Andrea – C'est la vie
4. Postássy Juli – Puszinyuszi
5. Dés László – Pezsgő és kaviár
6. Kern András & Koltai Róbert – Csak ússzuk meg!
7. Tomsits Rudolf – A lopakodó holt
8. Koós János & Kálloy Molnár Péter – A miniszter félrelép
9. Postássy Juli – Puszinyuszi (remix)
10. Geszti Péter – Bébi kannibál (Michel remix)

## Nézettség
Az 1990 utáni magyar filmgyártás harmadik legnézettebb alkotása: összesen 662 505 jegyet adtak el rá. Egy kevésbé hiteles alternatív forrás szerint a nézőszám 662 963 volt. (A rendszerváltást követő időszak legnézettebb filmjeként 28 éven át állt a listák első helyén.)